# Hätzenberg (Adelsgeschlecht)

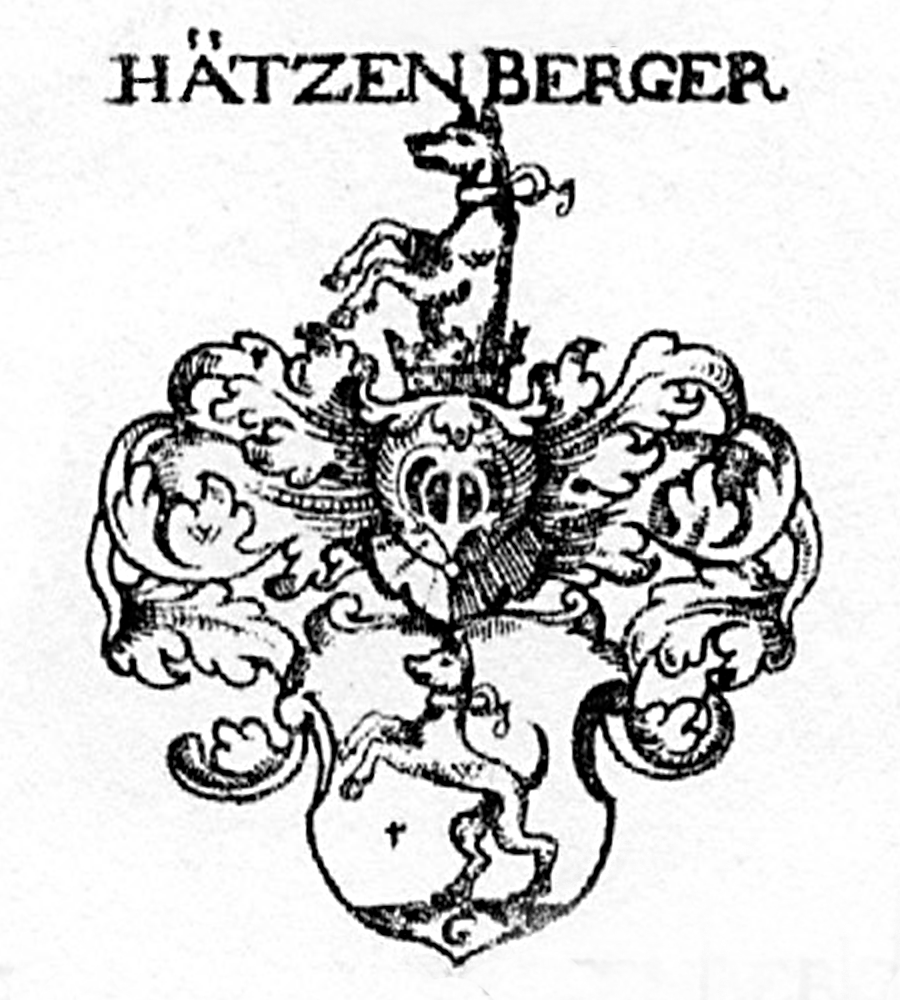
Wappen der Hätzenberger

Die Hätzenberg (Haetzenberg, Hätzenberg von Cronberg) waren ein niederösterreichisches Adelsgeschlecht, welches 1593 in den Reichsritterstand und 1604 in den niederösterreichischen Ritterstand aufgenommen und 1715 in den Freiherrnstand erhoben wurde.

## Geschichte
Jakob Hätzenberger war kaiserlicher Hofdiener, seine Söhne Philipp, Johann Baptist, Peter und Heinrich wurden 1559 von Ferdinand I. geadelt. 1593 wurde Johann Ernst Hätzenberger von Rudolf II. in den Reichsritterstand mit Hätzenberg von Cronberg und 1604 unter die neuen nö Ritterstandsgeschlechter aufgenommen. Mit Franz Joseph Freiherr von Hätzenberg, k.k. Rittmeister, stirbt am 4. September 1776 diese Linie aus.

## Persönlichkeiten
- Maria Viktoria (Klostername), Tochter des Johann Ernst Hätzenberger, 1632 Äbtissin von St. Augustin zur Himmelspforte in Wien
- Johann Ernest I. von Hätzenberg und Cronberg († 1657), 1645 nö Landrechts-Beisitzer, 1654–57 Verordneter des Ritterstands[1], Herr von Immendorf (Gemeinde Wullersdorf). Dessen erster Sohn war
- Johann Ernest II. von Hätzenberg und Cronberg († 1717), nö Landrechts-Beisitzer, 1685 Regimentsrat, 1693–99 Verordneter des Ritterstands, dann im Ausschuss, 1713–1717 Landuntermarschall, Oberst-Hofstabelmeister von Josef I. und Karl VI., 1715 zum Freiherrn erhoben, aber nicht mehr angetreten; begraben in der Augustiner Hofkirche in Wien. Herr von Immendorf.
- Albrecht Ignaz von Hätzenberg und Cronberg († 1734), Sohn des Johann Ernest I., Rittmeister zu Feld, kaiserl. Vorschneider und Mundschenk, 1698 Direktor der NÖ Landschaftlichen Ritterakademie[2], 1702 Raitherr, 1710–1716 nö Ritterstandsverordneter, auch im Herrenstand-Ausschuss.

## Wappen
Das ursprüngliche Wappen wurde stets beibehalten: in rotem Schild ein aufspringender weißer Windhund mit goldenem Halsband und goldener Zinkenkrone auf dem Kopf, mit den hinteren Füssen auf einem grünen Hügel stehend. Gekrönter offener Turnierhelm mit dem aufspringenden Hund, aber ohne Krone; Helmdecke weiß und rot.